# Supreme Headquarters Allied Powers Europe
Supreme Headquarters Allied Powers Europe (SHAPE) er NATO's centrale militære kommando, der ligger i Casteau, nord for byen Mons i Belgien.
Tidligere var SHAPE hovedkvarter for de operationelle styrker i europa, men fra 2003 blev SHAPE hovedkvarter for alle NATO operationer på verdensplan. SHAPE beholdt sit traditionelle navn der med den geografiske reference til europa, på trods af det udvidede ansvarsområde. Lederen af SHAPE kaldes også stadig Supreme Allied Commander Europe (SACEUR), og positionen besættes stadig af en amerikansk firestjernet general.
NATO's politiske hovedkvarter ligger i Bruxelles ca. 80 km fra SHAPE.